# Аскеров, Бахрам Мехрали оглы
Аскеров Бахрам Мехрали оглы (5 октября 1933 — 12 марта 2014) — советский и азербайджанский физик, академик Национальной академии наук Азербайджана, доктор физико-математических наук, профессор, заведующий кафедрой физики твердого тела Бакинского государственного университета, лауреат Государственной премии
Республики Азербайджан (1974), заслуженный деятель науки. В 2000 году получил почётное звание Заслуженный деятель науки, в 2004 году стал лауреатом ордена «Шохрат».

## Биография
Родился в селе Ахмедабад Товузского района, Азербайджанская Республика. 
В 1957 г. окончил физико-математический факультет Бакинского государственного университета. Учился в аспирантуре в Институте полупроводников в Ленинграде до окончания в 1960 году.
В 1966 г. Б. М. Аскеров стал преподавателем Бакинского государственного университета, с 1971 г. заведующий кафедры физики твердого тела университета, созданной по его инициативе. 
Научная деятельность связана с физикой твёрдого тела. Совместно с А. И. Ансельмом развил квантовую теорию гальваномагнитных явлений в полупроводниках и металлах. Ими был предложен метод вычисления диссипативных термомагнитных токов в квантующих магнитных полях, когда квазиклассическое кинетическое уравнение неприменимо. Б. М. Аскеров обобщил метод матрицы плотности Адамса и Голстейна, лежащий в основе квантовой теории поперечных гальваномагнитных явлений в полупроводниках, на случай узкозонных полупроводников типа антимонида индия. Им была построена теория электронных явлений переноса в квантовых ямах, классических и размерно-квантованных плёнках и сверхрешётках. Автор более 150 статей, пяти монографий и семи книг.
В 2009 году удостоен Персональной пенсии Президента Азербайджанской Республики.

## Память
5 октября 2015 года в Бакинском Государственном Университете, был открыт барельеф по случаю 82-й годовщины со дня рождения перед кафедрой «Физики твердого тела», созданной в 1971 году и возглавляемой Аскеровым до конца своей жизни.

## Книги
- Аскеров Б. М. Кинетические явления в полупроводниках. — Ленинград: Наука, 1970. — 303 с.
- Аскеров Б. М. Электронные явления переноса в полупроводниках. — М.: Наука, 1985. — 320 с.
- Askerov B. M. Электронные транспортные явления в полупроводниках = Electron Transport Phenomena in Semiconductors (англ.). — Singapore: World Scientific, 1994. — 412 p. — ISBN 978-981-02-1283-4. — doi:10.1142/1926.
- Askerov Bahram M., Figarova Sophia. Термодинамика, метод Гиббса и статистическая физика электронные газов = Thermodynamics, Gibbs Method and Statistical Physics of Electron Gases (англ.). — Springer Series on Atomic, Optical, and Plasma Physics. — Springer-Verlag Berlin Heidelberg, 2010. — 374 p. — ISBN 978-3-642-03170-0. — doi:10.1007/978-3-642-03171-7.